# Oscar Casanovas

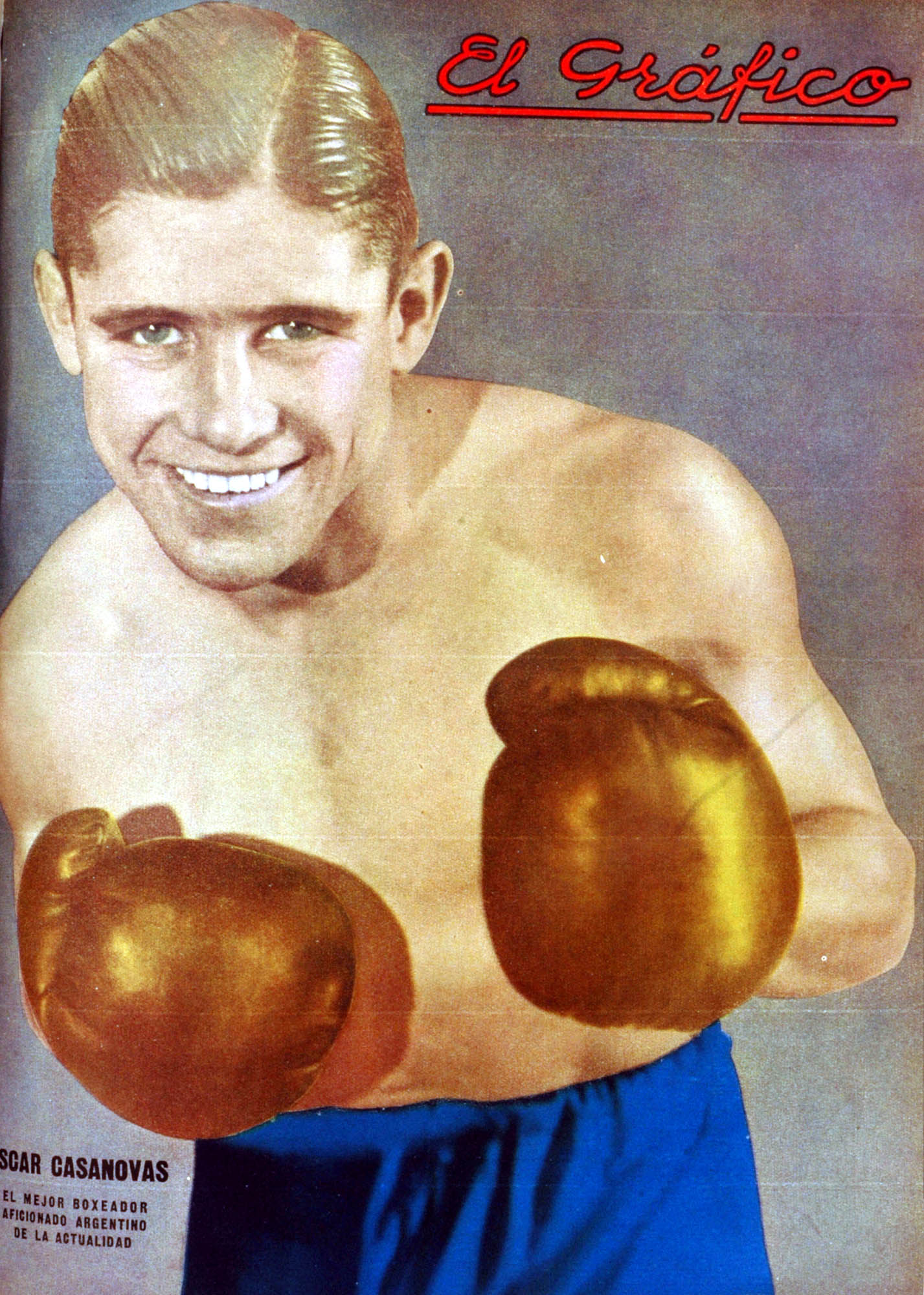
Oscar Casanovas

Oscar Casanovas (* 15. März 1914 in Avellaneda, Buenos Aires, Argentinien; † 1987) war ein argentinischer Boxer im Federgewicht.
Oscar Casanovas wurde im Jahre 1936 in Berlin Olympiasieger. Dabei schlug er Åke Karlsson aus Finnland, Aleksander Polus aus Polen, Dezső Frigyes aus Ungarn und Charles Catterall aus Südafrika.